# Zwangsarbeit. Die Deutschen, die Zwangsarbeiter und der Krieg
Die Ausstellung Zwangsarbeit. Die Deutschen, die Zwangsarbeiter und der Krieg ist die erste im öffentlichen Raum, die die gesamte Geschichte dieses kollektiven nationalsozialistischen Verbrechens und seiner Folgen nach 1945 in der Bundesrepublik Deutschland erzählt. Sie wurde 2010 im Jüdischen Museum Berlin eröffnet. Schirmherr der Ausstellung ist der deutsche Bundespräsident Joachim Gauck. Die Ausstellung wurde von Mitarbeiterinnen der Stiftung Gedenkstätten Buchenwald und Mittelbau-Dora erarbeitet und von der Stiftung „Erinnerung, Verantwortung und Zukunft“ (EVZ) gefördert. Kuratoren der Ausstellung sind Jens-Christian Wagner und Rikola Gunnar Lüttgenau. Die künstlerische Leitung haben Jens Imig, Stefan Rothert, Birgit Schlegel.
Die Bedeutung der Ausstellung liegt auch darin, dass einer Mitte September 2010 veröffentlichten Umfrage der Stiftung EVZ zufolge, das Ausmaß der vielfältigen Formen der Zwangsarbeit während des Nationalsozialismus von den meisten Deutschen immer noch stark unterschätzt wird.

## Das Ausstellungskonzept
Das Ausstellungskonzept wollte die Geschichte der NS-Zwangsarbeit umfassend darstellen. 20 Millionen Menschen aus fast allen Ländern Europas wurden für die deutsche Kriegsführung und zur Sicherung des Lebensstandards der Deutschen ausgebeutet. Die Zwangsarbeit Nichtdeutscher erfolgte in Arbeitslagern, z. B. der Organisation Todt unter dem Reichsministerium für Bewaffnung und Munition, bzw. in Konzentrationslagern der SS (SS-Wirtschafts- und Verwaltungshauptamt) in den besetzten Ländern bzw. ab 1942 in steigendem Umfang direkt im Gebiet des nationalsozialistischen Deutschlands: in Rüstungsbetrieben oder anderen Industriezweigen, aber auch auf Baustellen und in der Landwirtschaft. Viele Deutsche begegneten daher Zwangsarbeitern fast überall. Die ausländischen Frauen, Kinder und Männer hatten als Zivilarbeiter bei der Zwangsarbeit einen sehr unterschiedlichen Rechtsstatus: Kriegsgefangene, KZ-Häftlinge, Häftlinge von Polizei- und „Arbeitserziehungslagern“, waren jüdische Zwangsarbeiter oder Sinti und Roma. Dazu können die Besucher Beispiele für die rassistisch-ideologischen Wurzeln der nationalsozialistischen Zwangsarbeit betrachten; Stichworte sind: „Herrenrasse“, Arbeit als ein Mittel zur Entwürdigung von Menschen bis hin zur Arbeit als Vernichtungsinstrument, Zwangsarbeit als Massenphänomen, die Beziehungen zwischen Deutschen – Zwangsarbeitern und die Massaker an Zwangsarbeitern bei Kriegsende.
Die Geschichte der nationalsozialistischen Zwangsarbeit wird so als Gesellschaftsverbrechen erkennbar. Nutznießer waren neben großen (Rüstungs-)Unternehmen auch Millionen von Handwerkern, Landwirten und Einrichtungen der Kirchen. Damit will die Ausstellung allerdings nicht einer Kollektivschuld das Wort reden. Es gab auch (meist heimliche) Anteilnahme, das zugesteckte Stück Kartoffel, auch Verweigerung oder Widerstand (z. B. Fluchthilfe).
Kern der Ausstellung sind 60 repräsentative Fallgeschichten, die das komplexe Thema plastisch machen sollen. Sie wurden jeweils in einer Vielzahl von Archiven in ganz Europa eigens für die Ausstellung recherchiert. Als Beispiele sind die entwürdigenden Arbeit politisch Verfolgter in Chemnitz, die Arbeitslager in München, die Sklavenarbeit von Juden im besetzten Polen oder die Ausbeutung auf einem Bauernhof in Niederösterreich präsent. Der repräsentative Charakter der Fallgeschichten soll auch die Radikalisierung der Ausbeutung in der Rüstungsindustrie und andernorts im Kriegsverlauf deutlich machen (z. B. bei der Untertage-Verlagerung deutscher Rüstungsbetriebe).
Der vierte Teil der Ausstellung umfasst die Zeit nach der Befreiung/dem Kriegsende 1945 bis in die Gegenwart. Behandelt werden u. a. Displaced Persons, Ansätze der juristischen Ahndung/Aufarbeitung, das lange Leugnen oder Beschweigen und individuelle Berichte/Zeugnisse ehemaliger Zwangsarbeiter.

## Gestaltung, Organisation
Eine Überraschung bei der Zusammenstellung war für die Veranstalter die umfangreiche und dichte fotografische Überlieferung signifikanter Ereignisse. So konnten ganze Fotoserien rekonstruiert werden, die einen szenischen Zugang zu verschiedenen Aspekten der konkreten Zwangsarbeit ermöglichen (einschließlich der Urheber, Situationen, abgebildeten Personen und die Verwendungs- bzw. Überlieferungsgeschichte der Aufnahmen).
Die Ausstellung „Zwangsarbeit. Die Deutschen, die Zwangsarbeiter und der Krieg“ wurde von Anfang an als internationale Wanderausstellung konzipiert. Ihr aktueller Ausstellungsort ist das Museum Arbeitswelt Steyr in Österreich, wo sie unter dem Titel „Zwangsarbeit im Nationalsozialismus“ zu sehen ist.

## Stationen der Wanderausstellung
1. Station: Jüdisches Museum Berlin (28. September 2009 – 30. Januar 2010)
2. Station: Zentralmuseum des Großen Vaterländischen Krieges 1941-45 Moskau (Russland) (22. Juni – 21. November 2011)
3. Station: LWL-Industriemuseum Zeche Zollern Dortmund (8. März – 14. Oktober 2012)
4. Station: Königsschloss zu Warschau (Polen) (9. Januar – 8. März 2013)
5. Station: Belvedere in der Prager Burg (Tschechien) (2. Juli – 31. Oktober 2014)
6. Station: Museum der Arbeit Hamburg (5. November 2015 – 3. April 2016)
7. Station: Museum Arbeitswelt Steyr (Österreich) (12. Mai – 18. Dezember 2016, Titel: „Zwangsarbeit im Nationalsozialismus“)

### Rezensionen
- Claudia von Salzen: Bericht und Bilderstrecke im Tagesspiegel-Online vom 28. Sept. 2010
- Claudia van Laak: Eine Ausstellung im Jüdischen Museum Berlin. Im Deutschlandradio Kultur vom 27. Sept. 2010